# Węglarz (zawód)

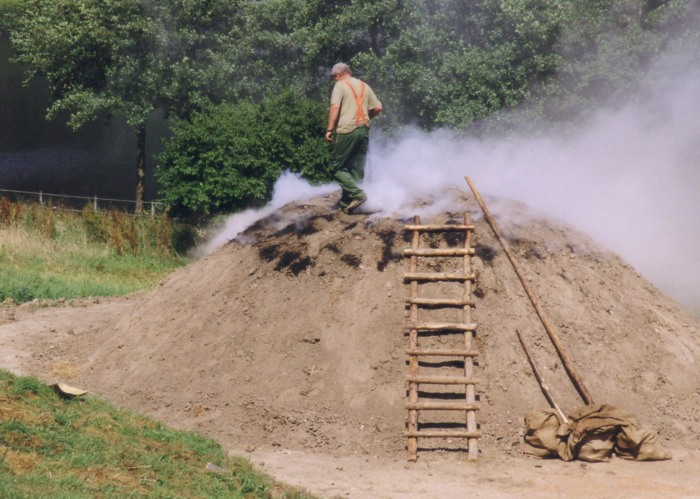
Węglarz na mielerzu

Węglarz, kurzak – człowiek trudniący się wypalaniem węgla drzewnego w mielerzach – specjalnych kopcach ziemnych, w których drewno poddawane jest procesowi rozkładowej destylacji prowadzonej w temperaturze około 800 °C.
Produkcja węgla drzewnego rozwinęła się w czasach nowożytnych, a węgiel drzewny służył jako paliwo używane w piecach hutniczych do wytopu żelaza.